# Партия труда (Нидерланды)
Па́ртия труда́ (нидерл. Partij van de Arbeid, PvdA) — нидерландская социал-демократическая политическая партия. Была основана в 1946 году в результате слияния трёх левоцентристских партий. Партия непрерывно представлена в обеих палатах нидерландского парламента с 1946 года, более полувека занимая первое или второе место по итогам выборов во Вторую палату. Неоднократно участвовала в правительстве, в том числе и как ведущая партия правящей коалиции. Премьер-министрами от Партии труда были Виллем Дрес (1948—1958), Йоп ден Ойл (1973—1977) и Вим Кок (1994—2002). Является членом Партии европейских социалистов и глобального Прогрессивного альянса. В Европейском парламенте входит в Прогрессивный альянс социалистов и демократов.
Для партии характерно стремление к высокому уровню социального обеспечения, снижению стоимости медицинских страховок, а также относительно терпимое отношение к иммиграции.

## История

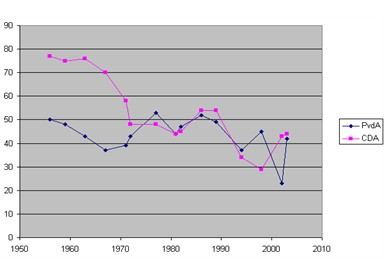
Число депутатов PvdA в сравнении с CDA, с 1956 по 2006 год.

### 1946—1965 годы

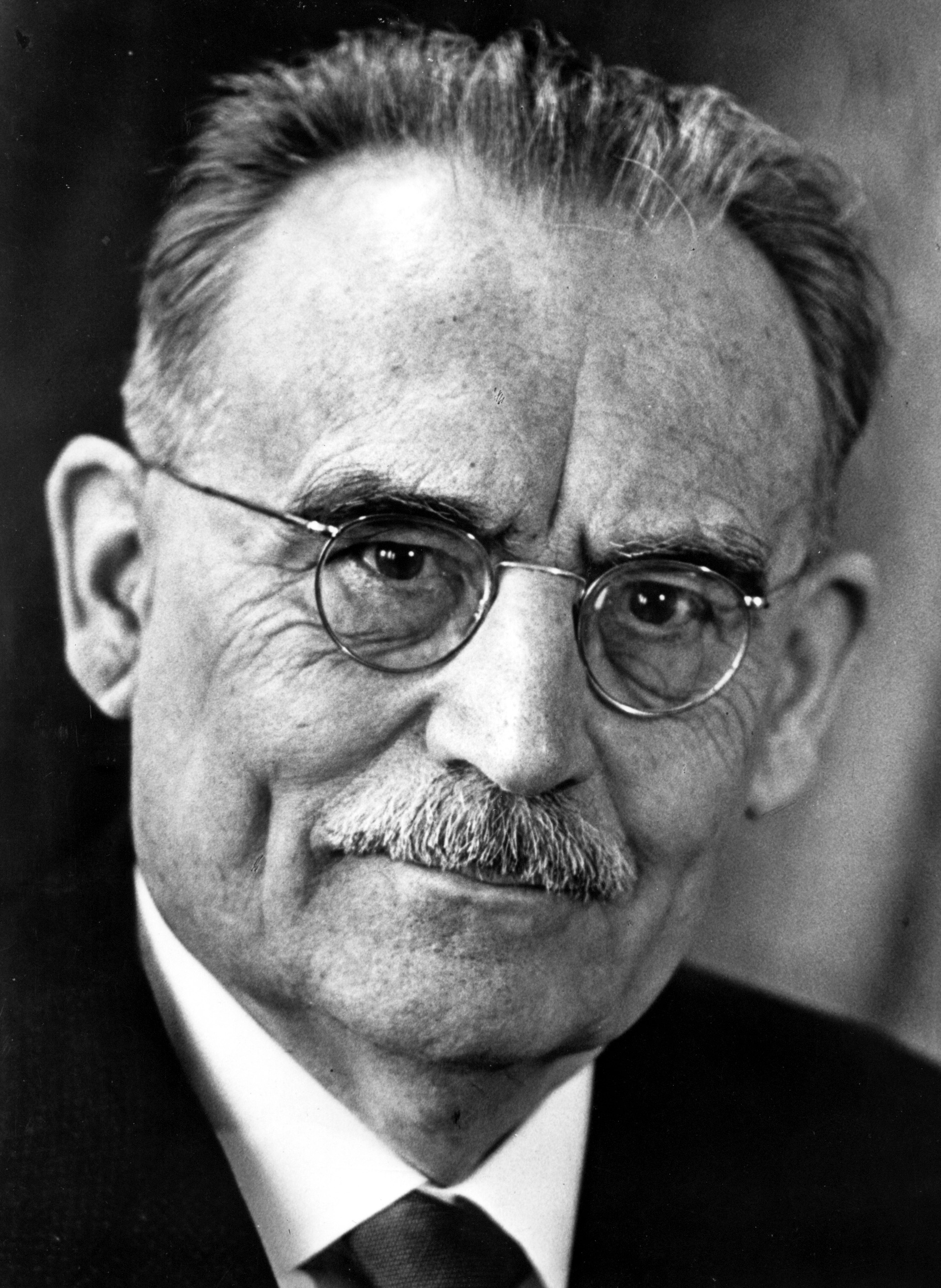
Виллем Дрес, соучредитель и лидер Партии труда (1946—1958), премьер-министр (1948—1958).

Во время Второй мировой войны группа видных нидерландских политиков-демократов, интернированных в качестве заложников в Синт-Михильсгестеле немецкими оккупационными властями, пришли к единому мнению, что довоенная фрагментация политической жизни Нидерландов, известная как «пилларизация», должна быть преодолена после войны. Так было положено начало движению за формирование единой прогрессивной партии, в рамках которой политики-прогрессисты из католических, протестантских, социал-демократических и либеральных партий, вместе боровшиеся против немецкой оккупации во время войны, могли бы сотрудничать, вместо того, чтобы бороться друг с другом. Сразу после окончания войны в 1945 году было сформировано Нидерландское народное движение (NVB), целью которого было обновить политический ландшафт в стране чтобы покончить с «пилларизацией» и навсегда исключить из политической жизни Нидерландов такие идеологии, как фашизм и коммунизм. Новое движение не смогло стать массовым, но способствовало созданию 9 февраля 1946 года Партии труда путём слияния трёх довоенных левоцентристских партий: Социал-демократической рабочей (SDAP), социал-либеральной Свободомыслящей демократической лиги (VDB) и прогрессивно-протестантского Христианско-демократического союза (CDU). К ним присоединились представители католической группы Christofoor, объединявшей участников сопротивления, а также некоторые из наиболее прогрессивных членов протестантских партий Христианский исторический союз (CHU) и Антиреволюционной партии (ARP). Учредительный Конгресс новой партии прошёл под председательством главы NVB Виллема Баннинга, учёного и проповедника, религиозного социалиста по взглядам.
Основатели PvdA хотели создать универсальную партию, порвав с исторической традицией «пилларизации». Новая партия объединила социалистов, социал-либералов и прогрессивных христиан-пацифистов. Однако её создатели не смогли добиться желаемого. В новой партии с самого начала преобладали социал-демократы, что сказалось на её идеологии. В результате уже в 1948 году часть леволиберальных членов PvdA во главе с бывшим лидером VDB Петером Аудом покинули её, решив, что Партия труда стала слишком социалистической. Вместе с консервативно-либеральной Партией свободы они сформировали праволиберальную Народную партию за свободу и демократию (VVD).
В период с 1946 по 1958 год PvdA соперничала с правоцентристской Католической народной партией (KVP) за первое место на парламентских выборах, что не мешало им сотрудничать, создавая левоцентристские коалиционные правительства, возглавляемые лидером Партии труда Виллемом Дресом. KVP и PvdA вместе имели подавляющее большинство в парламенте, что позволяло формировать устойчивые кабинеты. Под их руководством Нидерланды оправились от войны и начали строить государство всеобщего благосостояния, а Индонезия стала независимой.
После правительственного кризиса 1958 года KVP и близкие к ней протестанские партии (ARP и CHU) отказались от продолжения сотрудничества с PvdA, предпочтя ей VVD. Всё это происходило на фоне снижения популярности партии, в результате PvdA до 1965 года находилась в оппозиции.

### 1965–1989 годы

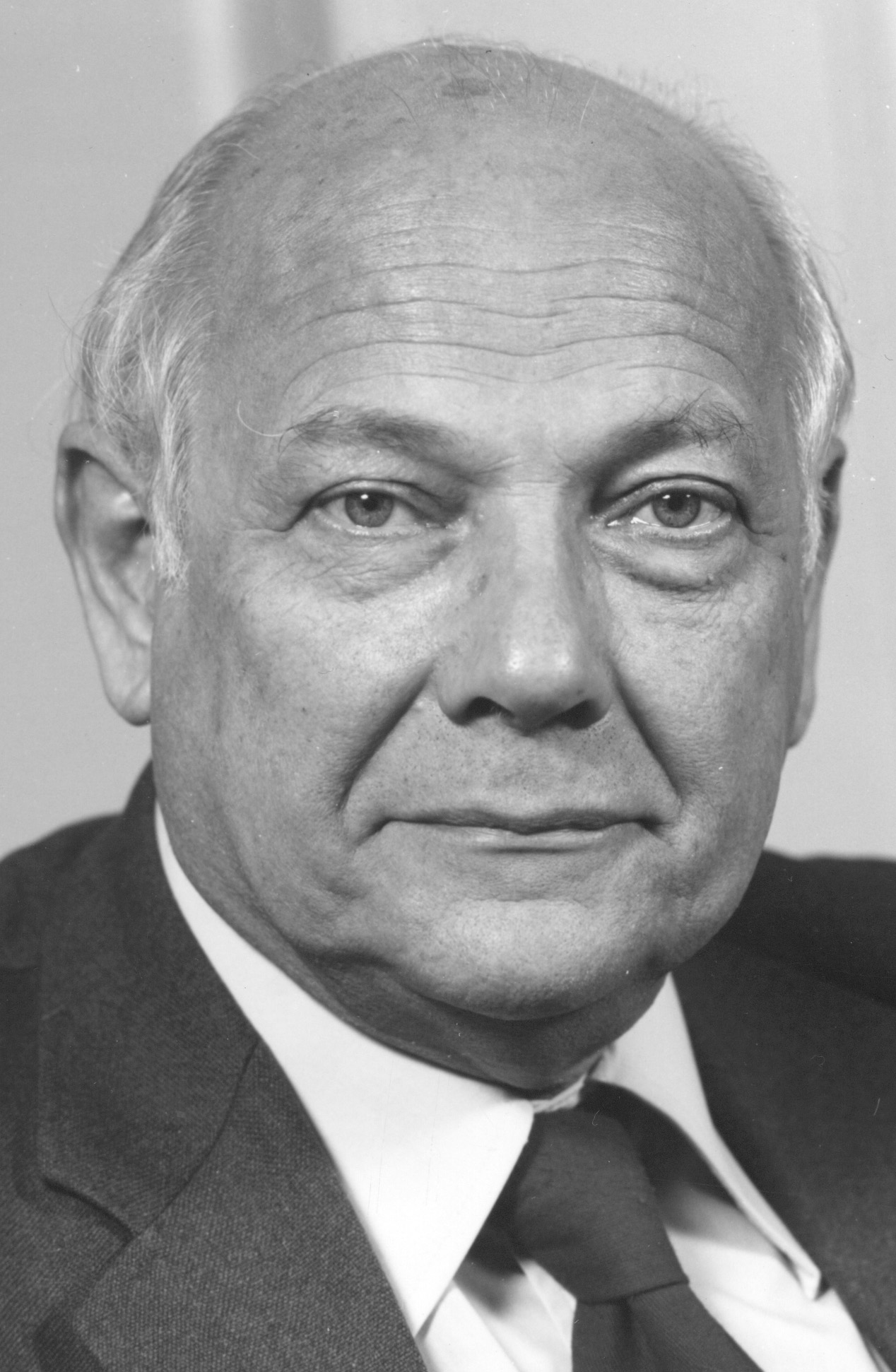
Йоп ден Ойл, лидер PvdA (1966—1986) и премьер-министр (1973—1977).

В 1965 году конфликт в кабинете KVP—ARP—CHU—VVD сделал невозможным его дальнейшее существование. Три конфессиональные партии обратились к PvdA. В апреле 1965 года вместе они сформировали правительство во главе с лидером KVP Йо Калсом. Впрочем, новый кабинет также просуществовал недолго. Конфликты между его участниками по поводу экономической политики завершились падением кабинета Калса в ноябре 1966 года.
Тем временем контроль над PvdA перешёл в руки группы молодых социал-демократов, называвших себя «Новыми левыми». Они считали, что партия должна ориентироваться на новые социальные движения, перенимая их антипарламентские стратегии и идеи, такие как феминизм, охрана окружающей среды и развитие стран Третьего мира. Видными членами «Новых левых» были Ян Нагель, Андре ван дер Лоу и Брам Пепер. Одна из их первых побед последовала вскоре после падения кабинета Калса. Конгресс партии принял предложение «Новых левых», которое сделало невозможным для PvdA сотрудничество с KVP и её протестантскими союзниками. В ответ на растущее влияние «Новых левых» центристские члены партии во главе с сыном Виллема Дреса, Виллемом Дресом-младшим, основали группу «Новые правые». В 1970 году, после того как стало ясно, что борьба с «Новыми левыми» за контроль над Партией труда проиграна, они основали новую умеренную социал-демократическую партию «Демократические социалисты 70» (DS70).
Под руководством «Новых левых» PvdA начала стратегию поляризации, стремясь к созданию кабинета, основанного на прогрессивном большинстве в парламенте. Чтобы сформировать этот кабинет, в 1969 году PvdA заключила союз с прогрессивно-христианской Политической партией радикалов (PPR) и демосоциалистами из Пацифистской социалистической партии (PSP). Альянс получил название «Прогрессивное соглашение» (нидерл. Progressief Akkoord; PAK). Вскоре, PSP покинула альянс на национальном уровне, продолжив сотрудничество на местном и провинциальном уровнях. Перед выборами 1971 года PAK, к которому присоединилась социал-либеральная партия «Демократы 66» (D'66), пообещал в случае победы сформировать кабинет с радикальной программой прогрессивных социальных реформ. Хотя по итогам выборов 1971 года все три партии смогли расширить своё представительство во Второй палате, всё же им не удалось получить большинство, ограничившись созданием теневого кабинета, в то время как партия бывших членов PvdA, DS70, вошла в первый кабинет Бисхёвела.
На выборах 1972 года партии «Прогрессивного соглашения» представили общую предвыборную программу «Поворотный момент 72» (нидерл. Keerpunt '72). По итогам голосования, ни PvdA и её союзники, ни KVP и её партнёры, не смогли получить большинства. Обе партии были вынуждены действовать сообща. В мае 1973 года, после длительных переговоров новым премьер-министром стал лидер PvdA Йоп ден Ойл, а его кабинет состоял из членов трёх прогрессивных партий, а также членов KVP и ARP. Кабинет ден Ойла предпринял попытку радикально реформировать правительство, общество и экономику, за время его пребывания у власти был проведён широкий спектр прогрессивных социальных реформ, таких как значительное увеличение социальных выплат, индексация пособий и минимальной заработной платы в соответствии с прожиточным минимумом[10].
Кабинет ден Ойла работал в бурные 1970-е годы и ему пришлось иметь дело с несколькими крупными кризисами, такими как нефтяной кризис 1973 года, Локхидский скандал, Молуккские инциденты и последствия войны Судного дня. Ситуацию осложняли личные и идеологические конфликты внутри кабинета, в том числе плохие рабочие отношения между премьером и его заместителем Ван Агтом, а также многочисленные отставки. Конфликт достиг кульминации незадолго до окончания срока его полномочий незадолго до выборов и закончился падением кабинета министров в марте 1977 года после того как KVP и ARP решили внести поправки в законопроекты о земельной политике, но не получили на это согласия кабинета. Выборы в мае 1977 года завершились победой PvdA, занявшей первое место, но идеологический и личный конфликт между Ван Агтом и Ден Ойлом помешал формированию нового левоцентристского правительства. После очень долгих переговоров кабинет министров был сформирован Христианско-демократическим призывом (CDA), новой партией, созданной в результате объединения KVP, ARP и CHU, вместе с VVD. Партия труда оказалась в оппозиции, а «Прогрессивное соглашение» распалось после ухода PPR.
По итогам выборов 1981 года христианские демократы стали крупнейшей партией парламента, опередив PvdA, но действующий кабинет CDA-VVD не смог получить большинство. CDA была вынуждена сотрудничать с PvdA и D'66. В сентябре 1981 года новый кабинет министров возглавил Ван Агт, а его заместителем стал Ден Ойл, но проработали они меньше года. Личный и идеологический конфликт между премьером и вице-премьером привёл к падению правительства уже в мае 1982 года. По итогам выборов 1982 года CDA и VVD получили большинство и сохранили его на выборах 1986 года. Неудачи PvdA привели к уходу Ден Ойла из политики в 1986 году и новым партийным лидером стал бывший профсоюзный лидер Вим Кок, под руководством которого партия сместилась к центристским позициям, близким к «третьему пути».

### 1989–2010 годы

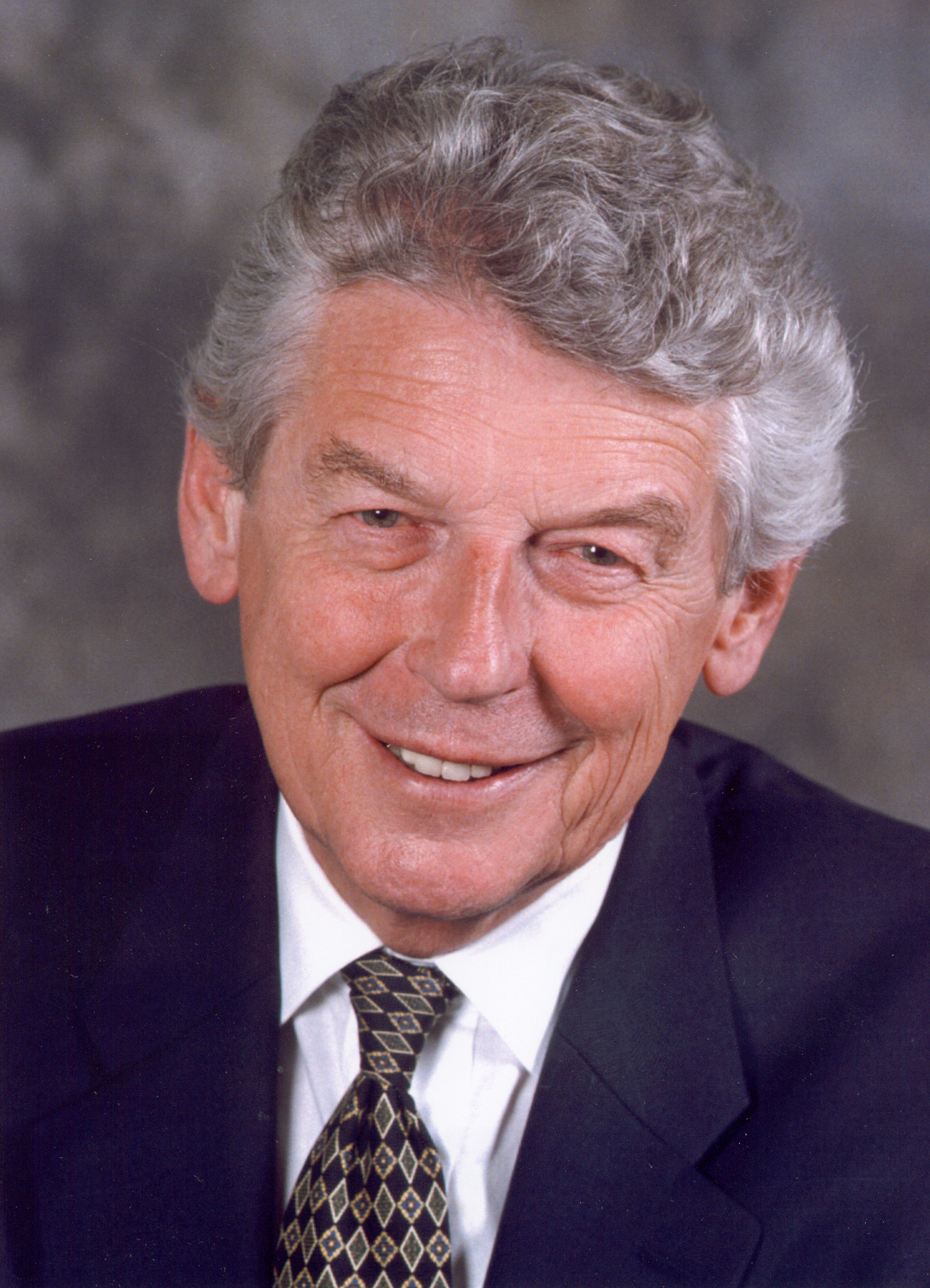
Вим Кок, лидер PvdA (1986—2001) и премьер-министр (1994—2002).

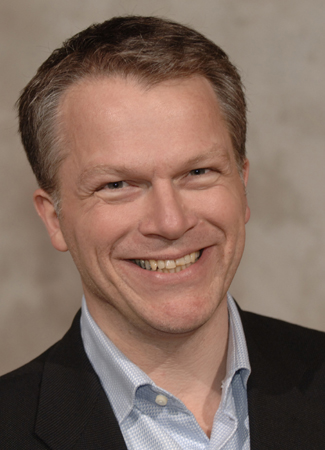
Воутер Бос, лидер PvdA (2002—2010).

После выборов 1989 года PvdA вернулась к власти вместе с CDA, лидер которой, Рууд Любберс стал премьер-министром, а Кок его заместителем. PvdA приняла основные экономические реформы, проведённые предыдущим кабинетом Любберса, включая приватизацию государственных предприятий и реформу государства всеобщего благосостояния. Новый кабинет продолжил эту политику, столкнувшись с недовольством профсоюзов и вызвав серьёзный политический конфликт внутри PvdA.
На выборах 1994 года правящая коалиция потеряла большинство в парламенте; зато сама PvdA стала крупнейшей партией, что позволило Коку сформировать правительство вместе с консервативно-либеральной VVD и социал-либеральной D66. Это так называемое «фиолетовое правительство» было политической новинкой, поскольку стало первым с 1918 года без министров из CDA или её предшественников. Первый кабинет Кока продолжил экономические реформы Любберса, но сочетал их с прогрессивным взглядом на этические вопросы и обещаниями политических реформ. Кок стал очень популярным премьер-министром; он не был партийным деятелем, а сочетал успешную технократическую политику с харизмой национального лидера. На выборах 1998 года PvdA и VVD увеличили своё представительство во Второй палате за счёт D66, сформировав второй кабинет Кока.
В 2002 году Кок ушёл из политики, оставив руководство партией Аду Мелькерту. Ожидалось, что PvdA покажет очень хорошие результаты на выборах 2002 года; однако неожиданный успех новой партии, «Список Пима Фортёйна» (LPF), разрушил эти надежды. PvdA проиграла выборы 2002 года, и представительство партии в парламенте упало с 45 мест до 23. В проигрыше обвиняли нехаризматичного нового лидера Мелькерта, высокомерие PvdA и неспособность ответить на вопросы, поднятые правым популистом Фортёйном и его последователями, в первую очередь такие как иммиграция и интеграция. Мелькерт ушёл с поста лидера партии, и его заменил Йельтье ван Ньювенховен. PvdA вернулось в оппозицию, а правительство, сформированное CDA, VVD и LPF продержалось меньше года.
Тем временем Воутер Бос, госсекретарь при министерстве финансов во втором кабинете Кока, был избран лидером PvdA в ходе голосования среди членов партии. Он приступил к демократизации партийной жизни и начал идеологическую переориентацию. На выборах 2003 года Воутер Бос сумел вернуть партии почти все места, потерянные на предыдущих выборах, и PvdA снова стала второй по величине партией в Нидерландах, лишь немного уступив CDA. Личные и идеологические конфликты между Босом и лидером CDA Яном Петером Балкененде помешали формированию кабинета CDA—PvdA. Вместо этого Партия труда осталась вне правительства, которое сформировали CDA, VVD и D66, причём последние были ранее союзниками PvdA. На съезде в январе 2005 года был принят новый манифест, окончательно положивший конец старым идеям манифеста 1977 года, в котором среди прочего говорилось о национализации важных отраслей промышленности, банков и страховых компаний. Новый манифест включал право на «гарантию в приличном бытье», чтобы все могли «полноправно участвовать в общественной жизни». На муниципальных выборах 2006 года обновлённая Партия труда добилась очень хороших результатов, став крупнейшей партией в стране, в то время как три правящие партии потеряли значительное количество мест в муниципальных советах.
Но развить свой успех на всеобщих выборах 2006 года PvdA не смогла, проиграв CDA после потери девяти мест. Одной из причин неудач Партии труда стал неожиданно удачное выступление Социалистической партии (SP). В феврале 2007 года Партия труда вошла в четвёртый кабинет Балкененде, в котором Воутер Бос стал министром финансов и вице-премьером. В феврале 2010 года PvdA вышла из правительства после споров об участии Нидерландов в Афганской войне.

### 2010–2024 годы

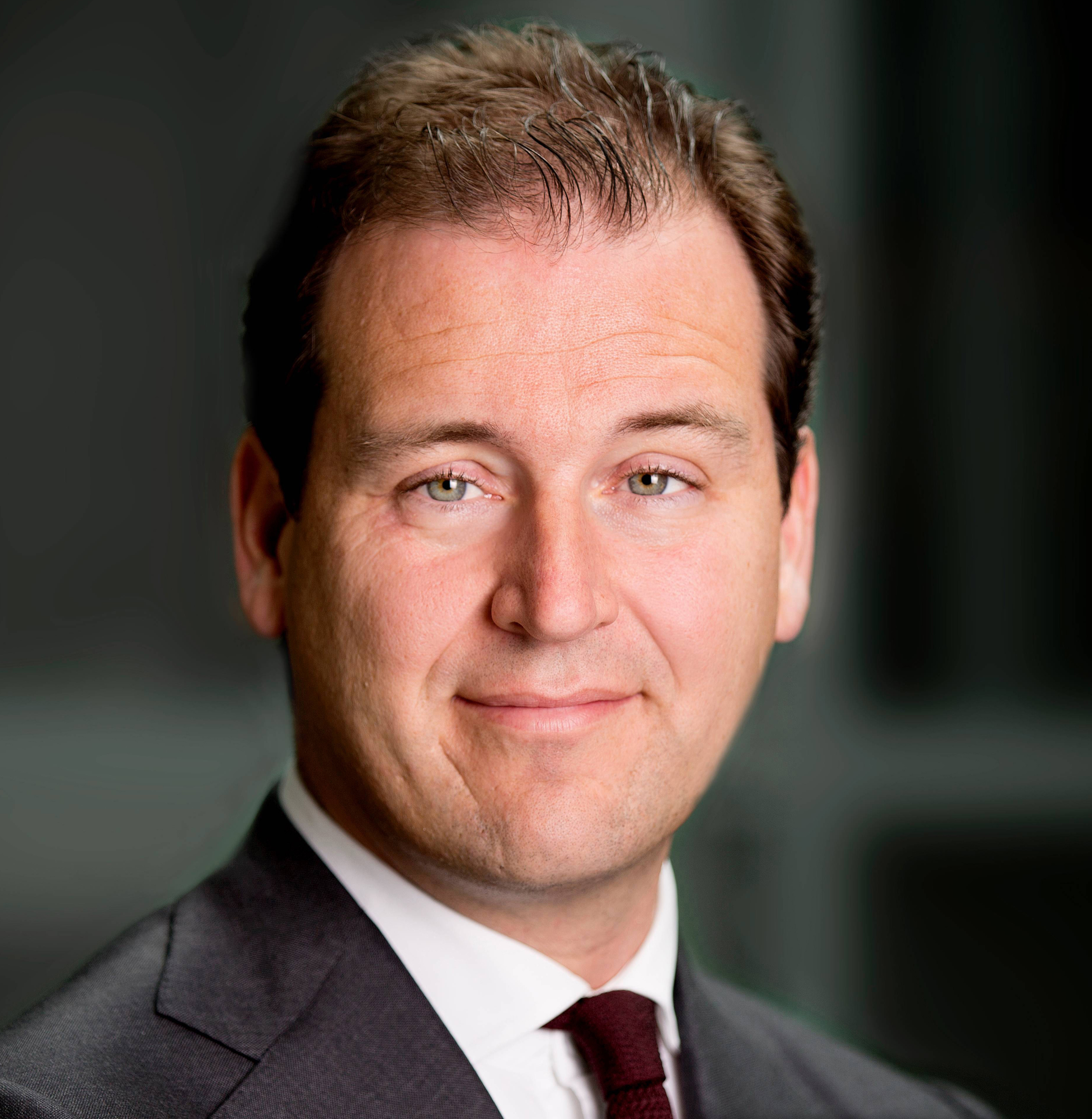
Лодовейк Асхер, лидер PvdA (2016—2021).

После выхода из правительства Воутер Бос объявил, что уйдёт из политики, чтобы проводить больше времени с женой и двумя дочерьми. Его место на посту лидера PvdA занял тогдашний мэр Амстердама Йоб Кохен. На выборах 2010 года PvdA хоть и потеряля три места, но всё же с небольшим преимуществом обогнала VVD. После выборов рассматривалась возможность создания коалиции «фиолетовый плюс», которая потребовала бы участия «Зелёных левых» (GL) в дополнение к VVD, PvdA и D66, но переговоры сорвались и PvdA оказалась в оппозиции.
Кохен ушёл с поста лидера в феврале 2012 года. В марте новым лидером партии был избран Дидерик Самсом, набрав 54 % голосов. На выборах 2012 года Партия труда получила 38 мест, то есть на восемь мест больше чем двумя годами ранее, что противоречило первоначальным прогнозам о том, что Социалистическая партия е1 обгонит. После выборов партия вошла в правящую коалицию с VVD под руководством Марка Рютте, а социал-демократ Лодовейк Асхер стал вице-премьер и министром социальных дел и занятости.
Опросы общественного мнения показали, что народная поддержка PvdA постепенно пошла на убыль в годы после выборов 2012 года. Так, опрос Peil в начале мая 2016 года показал, что за Партию труда готовы голосовать всего 5 % избирателей, что дало бы партии всего 8 мест. В декабре того же 2016 года Самсон потерпел поражение на выборах лидера партии, уступив Лодевейку Асхеру, набравшему 54 % голосов.
По результатам парламентских выборов в 2017 года PvdA потерпела крупнейшее поражение в истории выборов в Нидерландах, получив лишь 5,7 % голосов и потеряв 29 из 38 своих мест. Асхер не ушёл с поста лидера, заявив, что ответственность за поражение лежит на его предшественнике. В 2019 году партия частично реабилитировалась за разгром 2017 года, получив наибольшее количество голосов на выборах в Европарламент в том же году, впервые с 1998 года заняв первое место на национальных выборах.
В преддверии выборов 2021 года Асхер ушел из руководства партии после скандала с пособиями по уходу за детьми. На посту лидера и ведущего кандидата его сменила Лилианне Плумен, которая стала первой женщиной-лидером партии. После выборов, которые завершились для социал-демократов почти так же как и предыдущие, PvdA безуспешно участвовала в формировании кабинета в 2021 году вместе с GL. Позже Плумен ушла, заявив, что не подходит для руководства. На посту парламентского лидера её сменила Аттье Куикен.
После выборов в Первую палату 2023 года PvdA и GroenLinks углубили своё сотрудничество, сформировав совместную депутатскую группу в Первой палате, которая оказалась второй по величине после Фермерско-гражданского движения. В июле 2023 года обе партии объявили, что будут участвовать в предстоящих выборах во Вторую палату, имея общую политическую программу и единый избирательный список. Список возглавил социал-демократ Франс Тиммерманс, ранее занимавший должности заместителя председателя Еврокомиссии и еврокомиссара по вопросам климата. Выборы для альянса GroenLinks / PvdA оказались успешными, он занял 2-е место, пропустив вперёд только Партию свободы (PVV) Герта Вилдерса. Вместе обе партии набрали 15,8 % голосов и получили 25 мандатов, почти в полтора раза больше чем на выборах 2017 года.

## Идеология
PvdA начиналась как традиционная социал-демократическая партия, стремившаяся построить государство всеобщего благосостояния. В 1970-е годы под влиянием «Новых левых» партию включила в свою программу новые вопросы, такие как охрана окружающей среды, развитие третьего мира и освобождение женщин. В 1990-е годы PvdA несколько отошла от традиционной социал-демократии, включив в свою программу экономические и социальные позиции «третьего пути», в том числе, реформу государства всеобщего благосостояния и приватизацию государственных предприятий. В 2005 году партия приняла новую программу принципов, выражающую левоцентристскую идеологию. Его основными вопросами являются занятость, социальное обеспечение и благосостояние, а также инвестиции в государственное образование, здравоохранение и общественную безопасность.

## Организационная структура

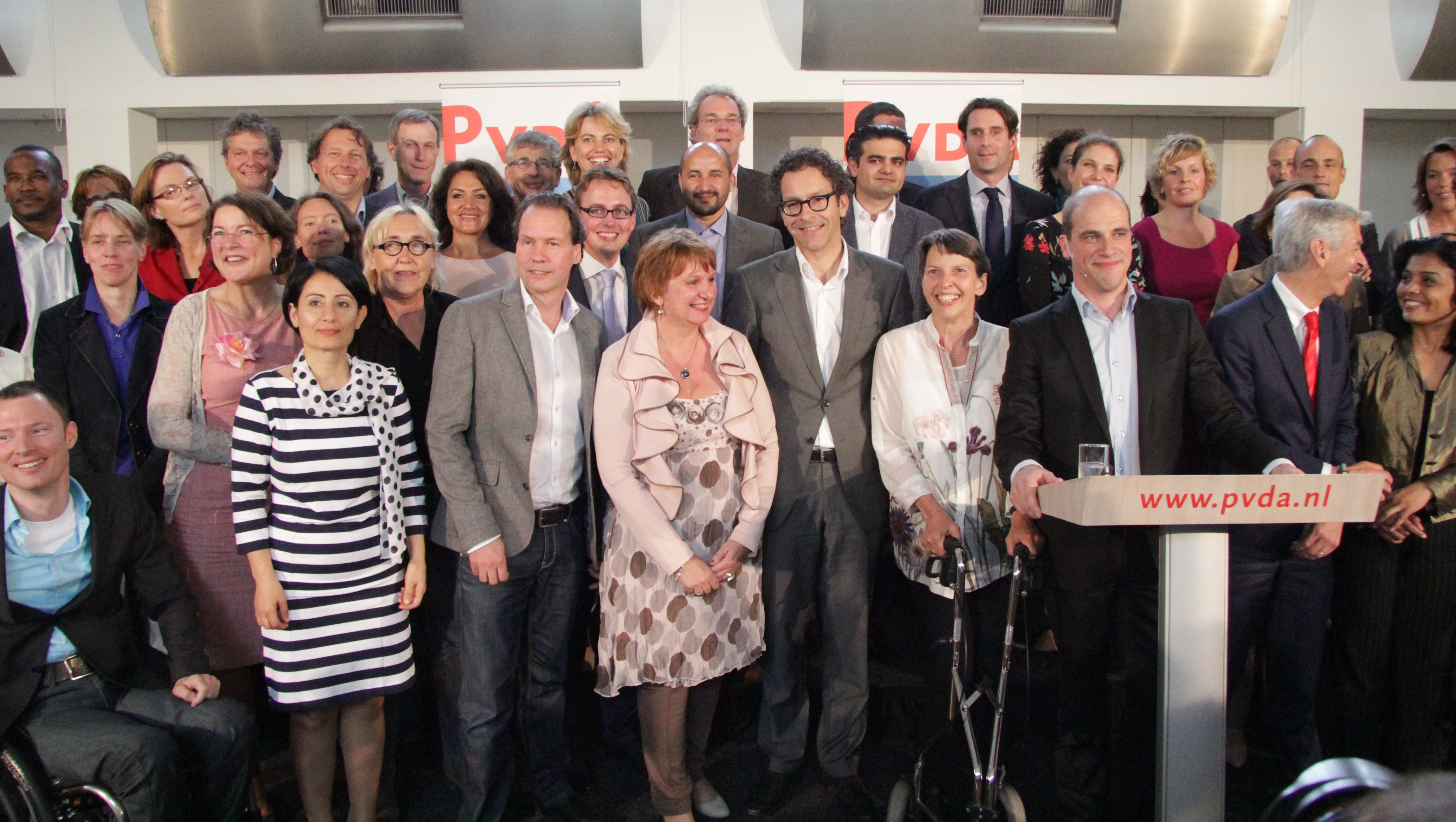
PvdA представляет своих кандидатов на выборах 2012 года.

Высший орган — конгресс (congres), который созывается один раз в год с участием делегатов от муниципальных отделений. На конгрессе выбираются высшие партийные органы, определяются списки кандидатов в обе палаты Генеральных штатов и Европейский парламент, а также принимается партийная программа. С 2002 года проводятся голосования с участием всех членов, которые частично заменили конгресс. В ходе голосования избираются как ведущий кандидат списка кандидатов во Вторую палату, который становится политическим лидером партии, так и председатель партии, который возглавляет партийную организацию в целом. На первых в истории PvdA выборах партийного лидера в ноябре 2002 года проголосовало 54 % членов партии, их них более 60 % отдали свои голоса Воутеру Босу.
В промежутках между конгрессами партией руководит правление (partijbestuur), между заседаниями правления — президиум (presidium), высший орган партийного контроля — апелляционная комиссия (beroepscommissie). Партия труда состоит из округов (gewest), по одному на провинцию, округа из отделений (afdeling), по одному на общину. Высший орган округа — окружное собрание (gewestelijke vergadering), между окружными собраниями — окружное правление (gewestelijk bestuur), высший орган отделения — собрание отделения (afdelingsvergadering), между собраниями отделения — правление отделения (afdelingsbestuur).
Партия имеет своё собственное научно-исследовательское бюро, «Общество Виарди Бекмана» (нидерл. Wiardi Beckman Stichting). В партию также входят женская организация «Красные женщины» (нидерл. Rooie vrouwen) и молодёжная политическая организация «Юные социалисты» (нидерл. Jonge Socialisten). Также при PvdA действуют «Общество Альфреда Мозера» (нидерл. Alfred Mozer Stichting), поддерживающее среднеевропейские сестринские партии, и «Общество Эверта Вермеера»(нидерл. Evert Vermeer Stichting), поощряющее международное сотрудничество. Партийный журнал называется Rood («Красное»).

## Лидеры
В Нидерландах партийный лидер является номинальным руководителем и главным представителем партии. Внутри партии лидер должен обеспечить политическое единство. Во время выборов лидер является ведущим кандидатом партии (lijsttrekker), возглавляя партийный список. Вне выборов лидер является также парламентским лидером партии (главой фракции во Второй палате).
- 9 февраля 1946 — 22 декабря 1958 — Виллем Дрес
- 22 декабря 1958 — 16 сентября 1962 — Яп Бергер[нидерл.]
- 16 сентября 1962 — 13 сентября 1966 — Анн Вонделинг[нидерл.]
- 13 сентября 1966 — 21 июля 1986 — Йоп ден Ойл
- 21 июля 1986 — 15 декабря 2001 — Вим Кок
- 15 декабря 2001 — 16 мая 2002 — Ад Мелкерт[нидерл.]
- 16 мая 2002 — 12 ноября 2002 — должность вакантна
- 12 ноября 2002 — 25 апреля 2010 — Воутер Бос[нидерл.]
- 25 апреля 2010 — 20 февраля 2012 — Йоб Кохен
- 20 февраля 2012 — 16 марта 2012 — должность вакантна
- 16 марта 2012 — 10 декабря 2016 — Дидерик Самсом
- 10 декабря 2016 — 14 января 2021 — Лодовейк Асхер[нидерл.]
- 14 января 2021 — 23 января 2021 — должность вакантна
- 23 января 2021 — 12 апреля 2022 — Лилианне Плумен
- 12 апреля 2022 — 11 июня 2022 — должность вакантна
- 11 июня 2022 — 27 октября 2023 — Аттье Куйкен[нидерл.]
- 27 октября 2023 — н. в. — должность вакантна

## Отношения с другими партиями
Исторически PvdA сотрудничала с христианскими партиями, как правоцентристскими (Христианско-демократический призыв и его предшественники, Католическая народная партия, Антиреволюционная партия и Христианский исторический союз), так и с левыми (Политическая партия радикалов), а также с либералами, как социальными («Демократы 66»), так и консервативными (Народная партия за свободу и демократию). В период с 1971 по 1977 год PvdA была союзницей демократов и радикалов, с 1977 по 1989 год была тесно связана с D66. С 2003 года, после того как Партия труда оказалась в оппозиции ко второму кабинету Балкененде, в который входили «Демократы 66», отношения между партиями значительно ухудшились.
Во время правления второго и третьего кабинета Балкененде Социалистическая партия и «Зелёные левые» призывали PvdA к более тесному сотрудничеству, предлагая сформировать теневой кабинет против Балкененде.
В начале 2020-х годов Партия труда и «Зелёные левые» стали активно сотрудничать, испытывая серьёзные проблемы с электоральной поддержкой. В 2021 году обе партии объединились при формировании кабинета министров, но неудачно. Несмотря на эту неудачу, видные члены, в том числе Франс Тиммерманс и Маржолейн Мурман, призвали к углублению сотрудничества, что закончилось выдвижением единого списка на парламентских выборах 2023 года. Обсуждалось также слияние.

## Международная активность
Фракция PvdA в Европарламентe состоит из семи человек и входит во фракцию Партии европейских социалистов, союза почти всех европейских социал-демократических партий. Партия труда является членом Прогрессивного альянса, мировой сети социал-демократических и прогрессивных партий, присоединившись к нему на учредительном мероприятии 22 мая 2013 года. В декабре 2012 года PvdA, которая ранее была полноправным членом Социнтерна, много лет бывшего ведущей организацией мировой социал-демократии, стала членом-наблюдателем, а в декабре 2014 года, не сумев добиться его реформирования, и вовсе покинула эту организацию.

## Результаты партии на выборах

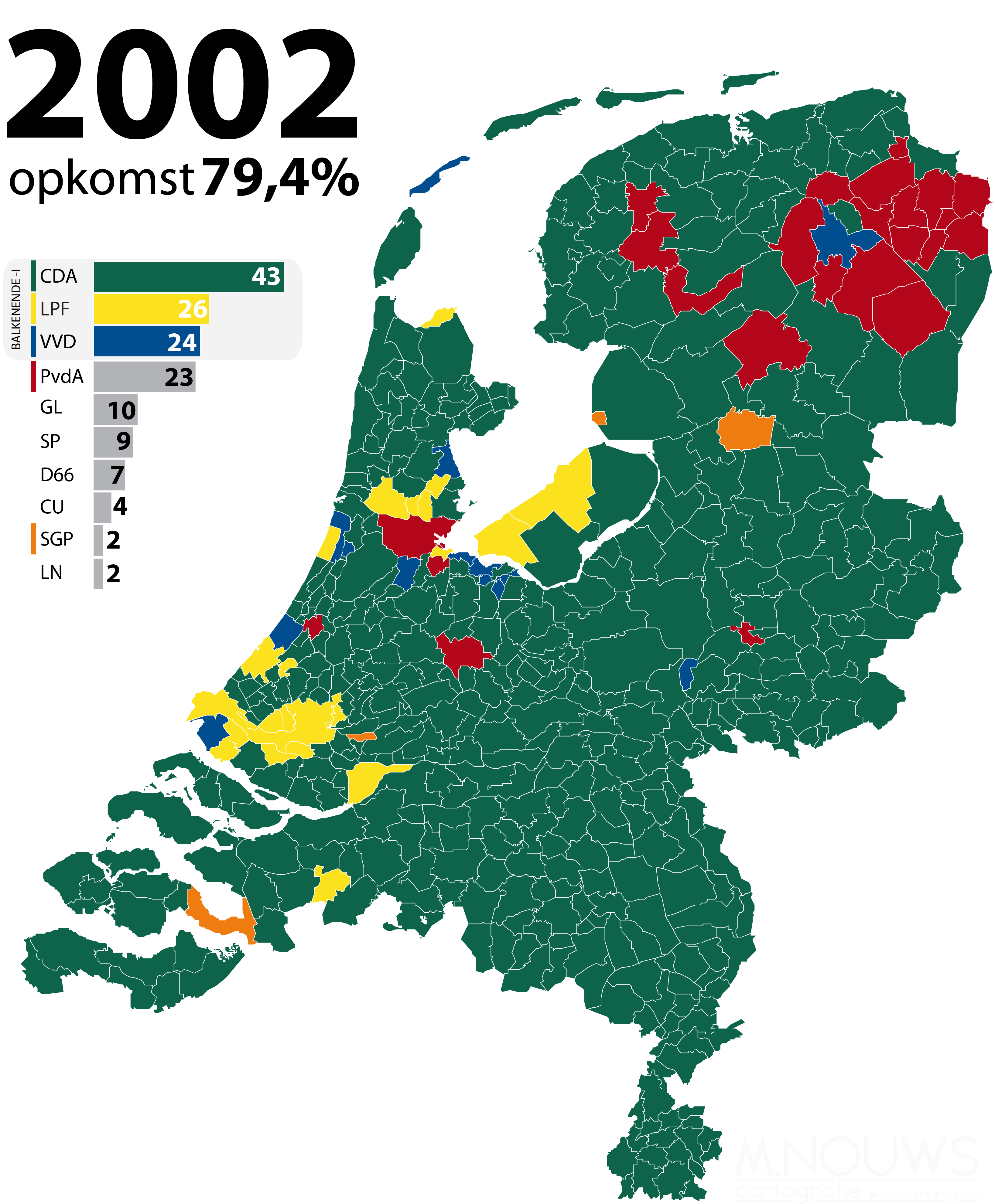
Муниципалитеты (красный цвет), выигранные PvdA на выборах 2002 года

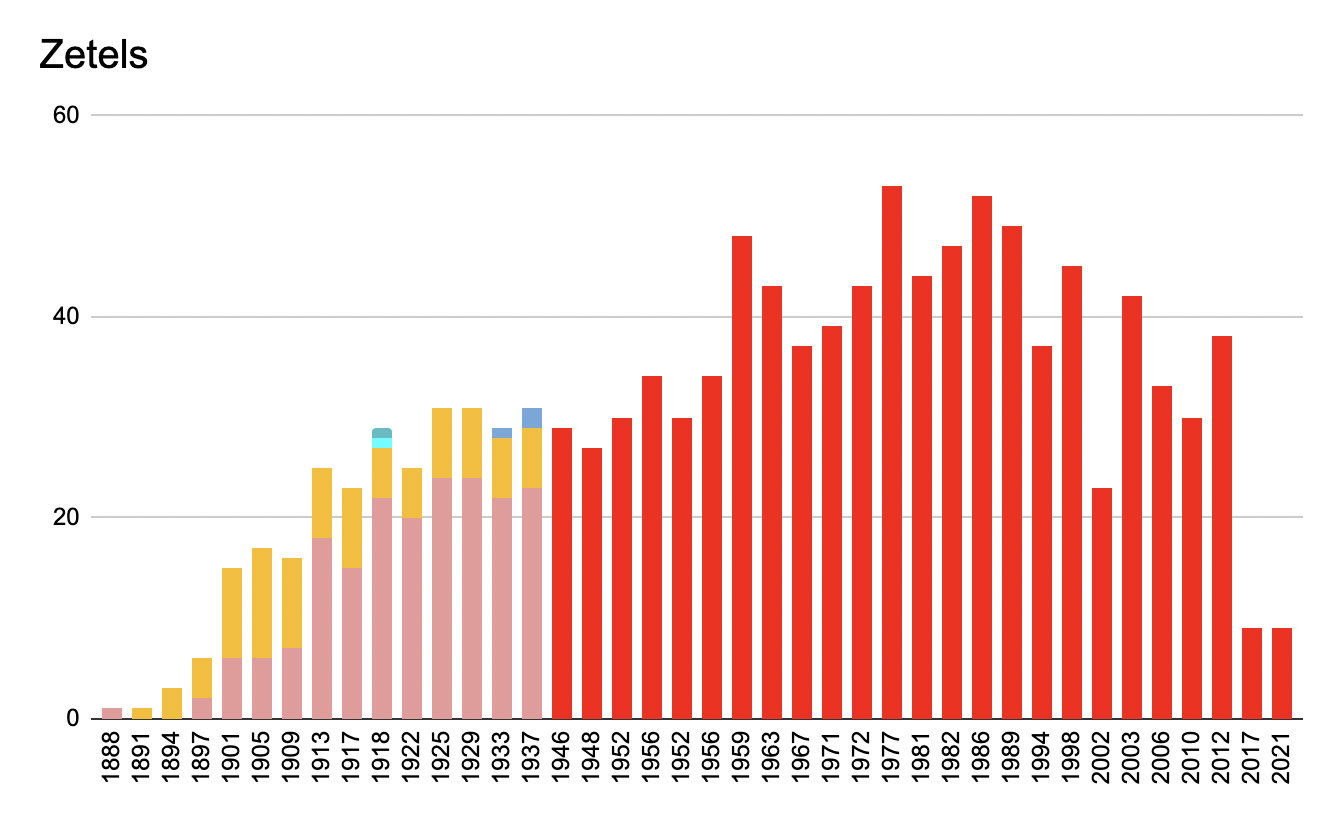
Количество депутатов от PvdA с 1888 по 2021 год, включая партии-предшественники. До 1959 года Вторая палата представителей состояла из 100 депутатов.
Партия труда
Социал-демократическая рабочая партия Нидерландов и Социал-демократический союз
Свободомыслящая демократическая лига и Радикальная лига
Христианско-демократический союз, Христианско-социальная партия и Христианско-демократическая федерация

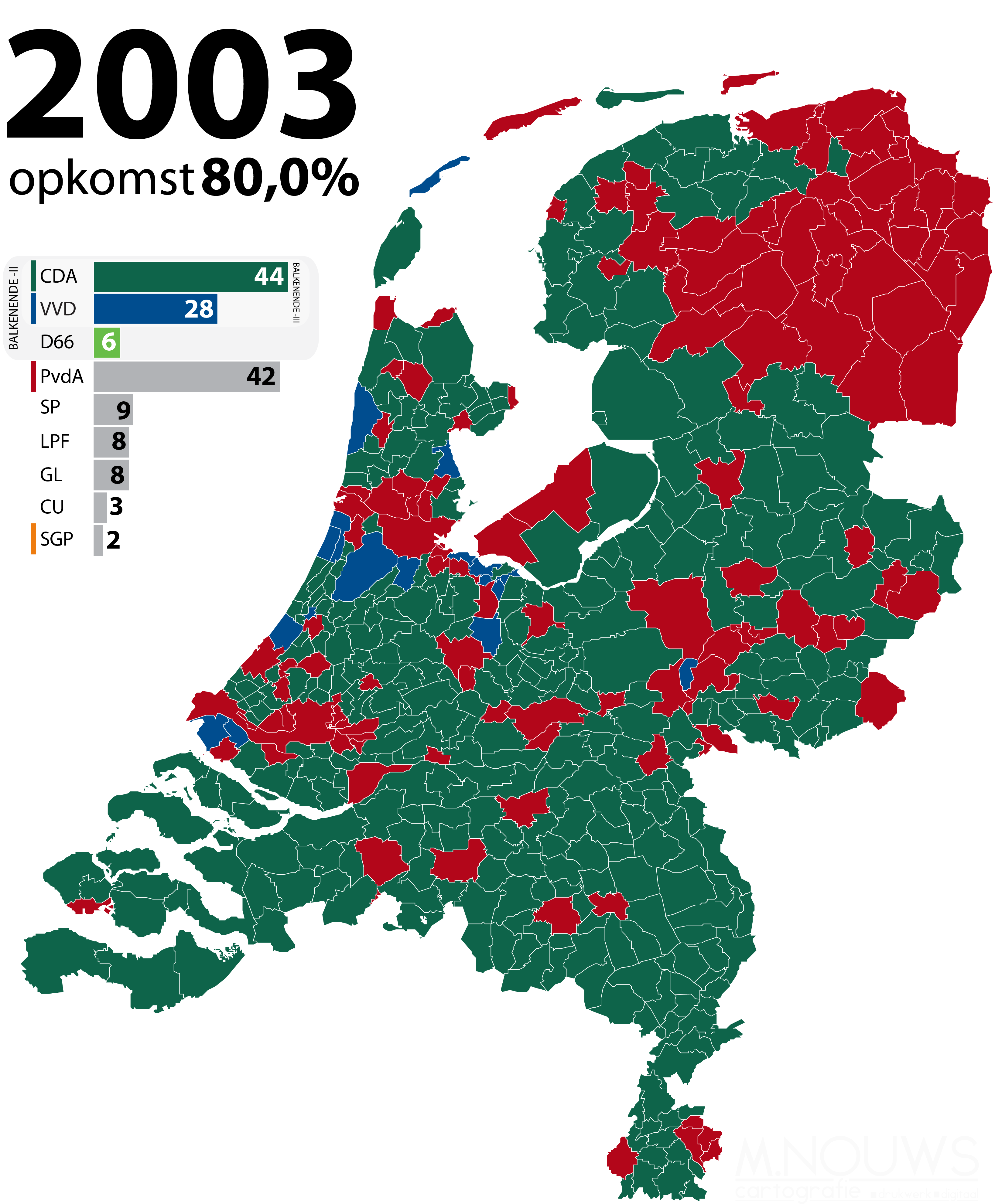
Муниципалитеты (красный цвет), выигранные PvdA на выборах 2003 года
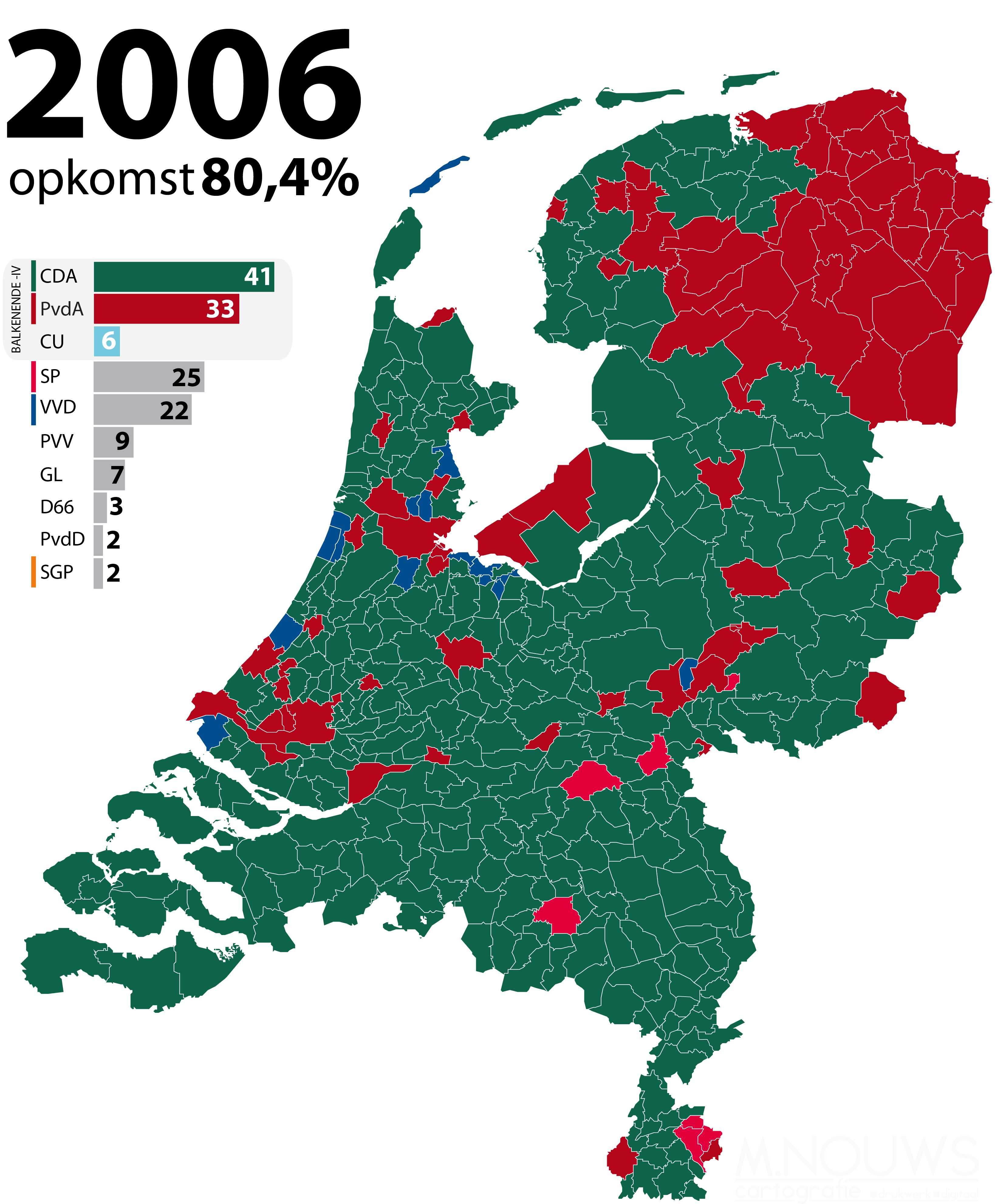
Муниципалитеты (красный цвет), выигранные PvdA на выборах 2006 года
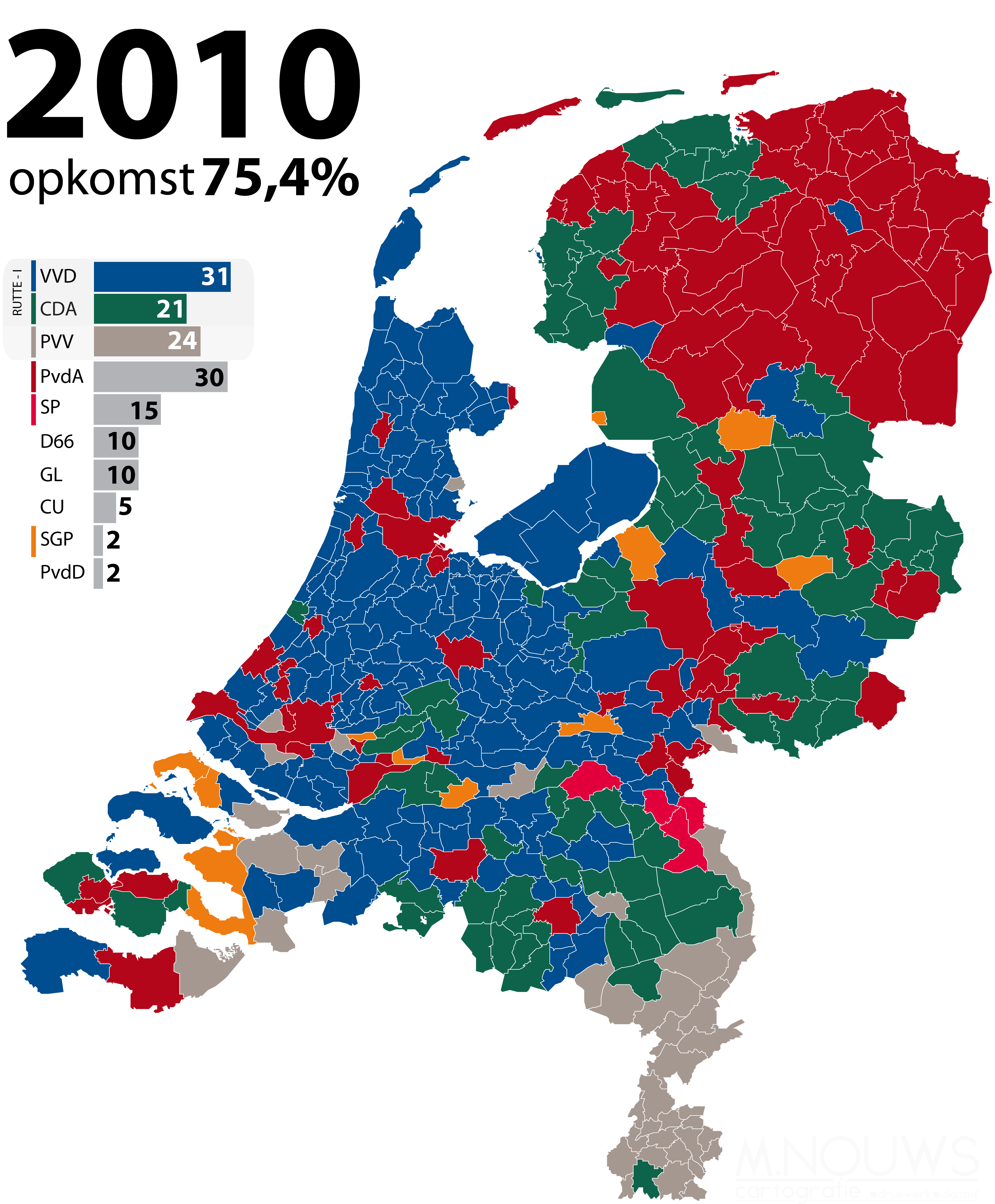
Муниципалитеты (красный цвет), выигранные PvdA на выборах 2010 года
Муниципалитеты (красный цвет), выигранные PvdA на выборах 2012 года
Муниципалитеты (красный цвет), выигранные PvdA на выборах 2017 года
Муниципалитеты (красный цвет), выигранные PvdA на выборах 2021 года
Муниципалитеты (красный цвет), выигранные PvdA на выборах 2023 года

### Вторая палата
| Год  | Лидер списка     | Место | Голоса    | %     | Мандаты   | +/–   | Правительство         |
| ---- | ---------------- | ----- | --------- | ----- | --------- | ----- | --------------------- |
| 1946 | Виллем Дрес      | 2-е   | 1 347 940 | 28,31 | 29 из 100 | Новая | Коалиция              |
| 1948 | Виллем Дрес      | 2-е   | 1 262 888 | 25,61 | 27 из 100 | ▼2    | Коалиция (1948–1951)  |
| 1948 | Виллем Дрес      | 2-е   | 1 262 888 | 25,61 | 27 из 100 | ▼2    | Коалиция (1951–1952)  |
| 1952 | Виллем Дрес      | 1-е   | 1 545 844 | 28,97 | 30 из 100 | ▲3    | Коалиция              |
| 1956 | Виллем Дрес      | 1-е   | 1 872 201 | 32,69 | 50 из 150 | ▲20   | Коалиция (1956–1958)  |
| 1956 | Виллем Дрес      | 1-е   | 1 872 201 | 32,69 | 50 из 150 | ▲20   | Оппозиция (1958–1959) |
| 1959 | Яп Бергер        | 2-е   | 1 821 285 | 30,36 | 48 из 150 | ▼2    | Оппозиция             |
| 1963 | Анн Вонделинг    | 2-е   | 1 753 025 | 28,01 | 43 из 150 | ▼5    | Оппозиция (1963–1965) |
| 1963 | Анн Вонделинг    | 2-е   | 1 753 025 | 28,01 | 43 из 150 | ▼5    | Коалиция (1965–1966)  |
| 1963 | Анн Вонделинг    | 2-е   | 1 753 025 | 28,01 | 43 из 150 | ▼5    | Оппозиция (1966–1967) |
| 1967 | Йоп ден Ойл      | 2-е   | 1 620 447 | 23,55 | 37 из 150 | ▼6    | Оппозиция             |
| 1971 | Йоп ден Ойл      | 1-е   | 1 554 733 | 24,60 | 39 из 150 | ▲2    | Оппозиция             |
| 1972 | Йоп ден Ойл      | 1-е   | 2 021 454 | 27,34 | 43 из 150 | ▲4    | Коалиция              |
| 1977 | Йоп ден Ойл      | 1-е   | 2 813 793 | 33,83 | 53 из 150 | ▲10   | Оппозиция             |
| 1981 | Йоп ден Ойл      | 2-е   | 2 458 452 | 28,29 | 44 из 150 | ▼9    | Коалиция              |
| 1982 | Йоп ден Ойл      | 1-е   | 2 503 517 | 30,40 | 47 из 150 | ▲3    | Оппозиция             |
| 1986 | Йоп ден Ойл      | 2-е   | 3 051 678 | 33,23 | 52 из 150 | ▲5    | Оппозиция             |
| 1989 | Вим Кок          | 2-е   | 2 832 739 | 31,91 | 49 из 150 | ▼3    | Коалиция              |
| 1994 | Вим Кок          | 1-е   | 2 153 135 | 23,97 | 37 из 150 | ▼12   | Коалиция              |
| 1998 | Вим Кок          | 1-е   | 2 494 555 | 28,98 | 45 из 150 | ▲8    | Коалиция              |
| 2002 | Ад Мелкерт       | 4-е   | 1 436 023 | 15,11 | 23 из 150 | ▼22   | Оппозиция             |
| 2003 | Воутер Бос       | 2-е   | 2 631 363 | 27,26 | 42 из 150 | ▲19   | Оппозиция             |
| 2006 | Воутер Бос       | 2-е   | 2 085 077 | 21,19 | 33 из 150 | ▼9    | Коалиция (2006–2010)  |
| 2006 | Воутер Бос       | 2-е   | 2 085 077 | 21,19 | 33 из 150 | ▼9    | Оппозиция (2010)      |
| 2010 | Йоб Кохен        | 2-е   | 1 848 805 | 19,63 | 30 из 150 | ▼3    | Оппозиция             |
| 2012 | Дидерик Самсом   | 2-е   | 2 340 750 | 24,84 | 38 из 150 | ▲8    | Коалиция              |
| 2017 | Лодовейк Асхер   | 7-е   | 599 699   | 5,70  | 9 из 150  | ▼29   | Оппозиция             |
| 2021 | Лилианне Плумен  | 6-е   | 595 799   | 5,73  | 9 из 150  | ▬     | Оппозиция             |
| 2023 | Франс Тиммерманс | 2-е   | 1 643 073 | 15,08 | 12 из 150 | ▲3    | TBA                   |

| Год       | Место | Голоса | %     | Мандаты  | +/–   |
| --------- | ----- | ------ | ----- | -------- | ----- |
| 1946      | 2-е   |        |       | 14 из 50 | Новая |
| 1948      | 2-е   |        |       | 14 из 50 | ▬     |
| 1951      | 2-е   |        |       | 14 из 50 | ▬     |
| 1952      | 2-е   |        |       | 14 из 50 | ▬     |
| 1955      | 2-е   |        |       | 14 из 50 | ▬     |
| Июн. 1956 | 2-е   |        |       | 15 из 50 | ▲1    |
| Окт. 1956 | 2-е   |        |       | 22 из 75 | ▲7    |
| 1960      | 2-е   |        |       | 23 из 75 | ▲1    |
| 1963      | 2-е   |        |       | 25 из 75 | ▲2    |
| 1966      | 2-е   |        |       | 22 из 75 | ▼3    |
| 1969      | 2-е   |        |       | 20 из 75 | ▼2    |
| 1971      | 2-е   |        |       | 18 из 75 | ▼2    |
| 1974      | 1-е   |        |       | 21 из 75 | ▲3    |
| 1977      | 1-е   |        |       | 25 из 75 | ▲4    |
| 1980      | 2-е   |        |       | 26 из 75 | ▲1    |
| 1981      | 2-е   |        |       | 28 из 75 | ▲2    |
| 1983      | 2-е   |        |       | 17 из 75 | ▼11   |
| 1986      | 3-е   |        |       | 17 из 75 | ▬     |
| 1987      | 2-е   |        |       | 26 из 75 | ▲9    |
| 1991      | 2-е   |        |       | 16 из 75 | ▼10   |
| 1995      | 3-е   |        |       | 14 из 75 | ▼2    |
| 1999      | 3-е   | 30 976 | 19,7  | 15 из 75 | ▲1    |
| 2003      | 2-е   | 40 613 | 25,1  | 19 из 75 | ▲4    |
| 2007      | 3-е   | 31 032 | 19,03 | 14 из 75 | ▼5    |
| 2011      | 2-е   | 30 078 | 18,11 | 14 из 75 | ▬     |
| 2015      | 6-е   | 17 651 | 10,45 | 8 из 75  | ▼6    |
| 2019      | 6-е   | 14 921 | 8,62  | 6 из 75  | ▼2    |
| 2023      | 4-е   | 15 862 | 8,86  | 7 из 75  | ▲ 1   |

| Год  | Место | Голоса    | %     | Мандаты | +/–   | Прим.  |
| ---- | ----- | --------- | ----- | ------- | ----- | ------ |
| 1979 | 2-е   | 1 722 240 | 30,39 | 9 из 25 | Новая | [ 34 ] |
| 1984 | 1-е   | 1 785 165 | 33,70 | 9 из 25 | ▬     | [ 35 ] |
| 1989 | 2-е   | 1 609 626 | 30,70 | 8 из 25 | ▼1    | [ 36 ] |
| 1994 | 2-е   | 945 869   | 22,88 | 8 из 31 | ▬     | [ 37 ] |
| 1999 | 2-е   | 712 929   | 20,11 | 6 из 31 | ▼     | [ 38 ] |
| 2004 | 2-е   | 1 124 549 | 23,60 | 7 из 27 | ▲1    | [ 39 ] |
| 2009 | 3-е   | 548 691   | 12,05 | 3 из 25 | ▼4    | [ 40 ] |
| 2009 | 3-е   | 548 691   | 12,05 | 3 из 26 | ▬     | [ 40 ] |
| 2014 | 6-е   | 446,763   | 9,40  | 3 из 26 | ▬     | [ 41 ] |
| 2019 | 1-е   | 1 045 274 | 19,01 | 6 из 26 | ▲ 3   | [ 42 ] |
| 2019 | 1-е   | 1 045 274 | 19,01 | 6 из 29 | ▬     | [ 42 ] |

### Другие выборы
На февраль 2022 года три из двенадцати королевских комиссаров представляли PvdA (Дренте, Флеволанд и Утрехт). Партия входит в региональные правительства всех провинций, за исключением Утрехта. В 1990-х и в начале 2000-х годов партия получала от 142 до 198 мест в провинциальных штатах, но затем её популярность стала падать. В 2015 году PvdA смогла завоевать всего 63 места из 570, в 2019 — 53 из 570, а в 2023 году — 46 из 572 (52 места, считая Зеландию, где Партия труда выступала единым списком с GL). По итогам последних провинциальных выборов PvdA больше всего мест получила в провинциальных штатах Северной Голландии (7 из 55), Гронингена и Фрисландии (по 5 из 43), а также в Зеландии (6 из 39 в рамках единого списка с GL).
На 3 мая 2020 года 55 мэров в Нидерландах из 316 являлись членами PvdA, в том числе, мэры Роттердама, Арнема и Занстада. После муниципальных выборов 2010 года PvdA имела 1251 муниципального советника и 181 олдермена. Партия в некоторых муниципалитетов действует в рамках «прогрессивного партнёрства» (Партия труда, «Зелёные левые», Социалистическая партия и Демократы-66).
PvdA представлена во всех 17 советах по водным ресурсам в Нидерландах. В 2008 году партия получила по итогам выборов в советы по водным ресурсам 60 мест из 502, в 2015 — 49 мест из 444, в 2019 — 49 мест из 442, в 2023 году — 50 из 518. В ряде советов по водным ресурсам PvdA входит в зелёно-красную коалицию Water Natuurlijk (объединяет ряд общественных организаций, в том числе природоохранные и спортивные, а также членов D66, GroenLinks и Volt, участвует только в выборах советов по водным ресурсам).

## Численность партии

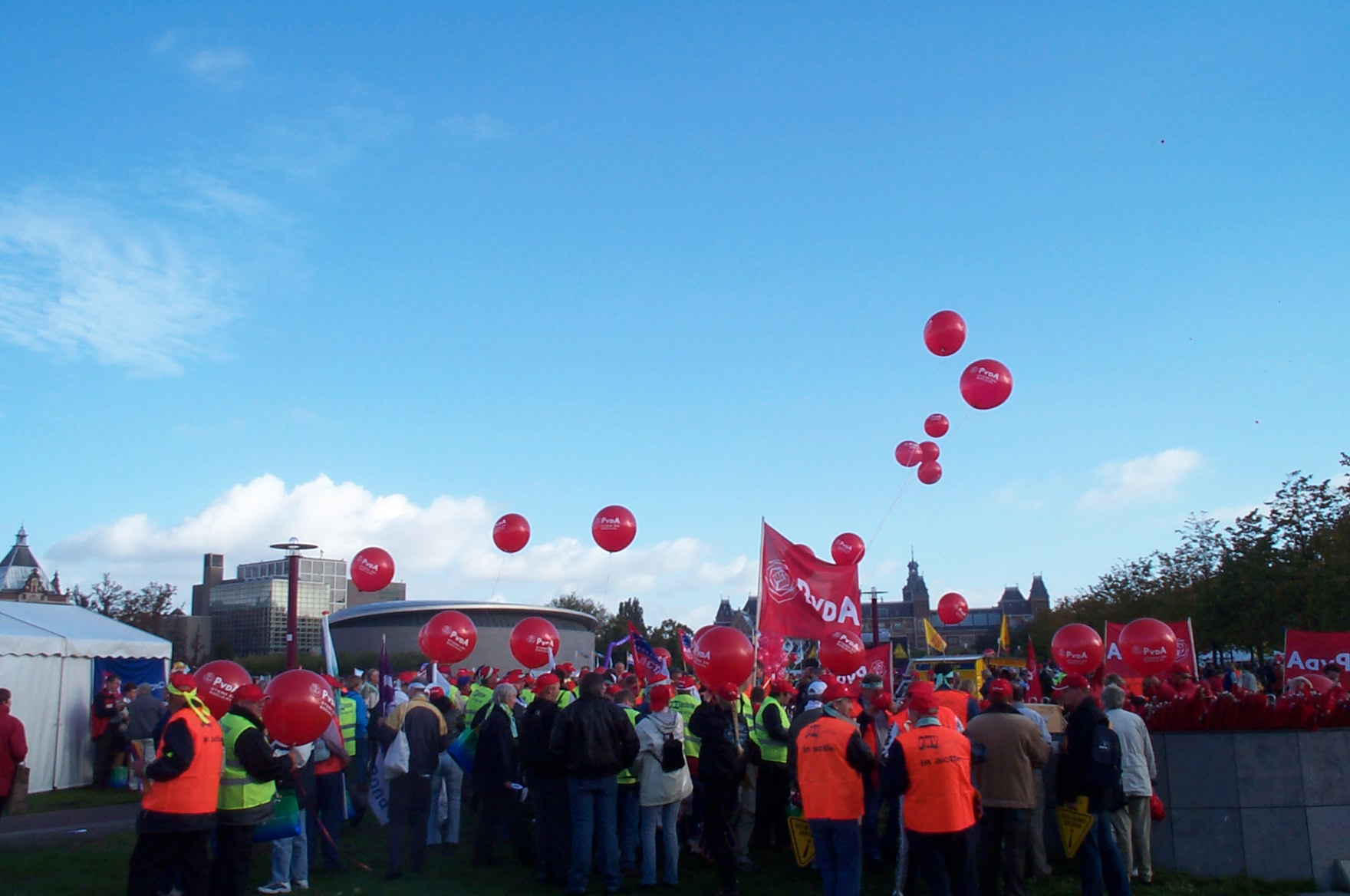
Активисты PvdA на демонстрации в октябре 2004 года.

На момент создания, 9 февраля 1946 года, в PvdA состояло 56 000 человек, уже к ноябрю того же года численность партии возросла до 114 558 членов, а в 1948 количество членов увеличилось до 117 244 человек. В конце 1940-х — начале 1950-х годов численность партии колебалась от 105 до 112 тыс. человек, а затем стала расти, превысив в 1959 году 147 тыс. членов, что является максимальным результатом PvdA за всю историю. В 1960-х количество членов партии колебалось от 138 до 143 тыс. человек, а затем стала падать, уменьшившись в 1972 году до 94 тыс. В 1970-х популярность партии, как и её численность, стали расти, и в 1979 году в PvdA числилось 118,5 тыс. человек. После этого численность партии вновь стала падать, стабилизировавшись в середине 1980-х на уровне примерно 100 тыс. членов. С 1986 года количество членов PvdA вновь стало падать, стабилизировавшись в первой половине 2000-х на уровне 60—62 тыс. человек, после чего вновь началось падение численности. В результате, к марту 2023 года количество членов партии впервые в истории стало меньше 40 тыс.

## Известные члены партии
- Герард ван дер Леув (1890—1950) — историк и философ религии, один из наиболее известных представителей феноменологии религии, первый президент Международной ассоциации историков религии, министр образования (1945—1946).
- Сикко Мансхольт (1908—1995) — фермер, участник нидерландского Сопротивления во время Второй мировой войны, министр, парламентарий, первый по счёту еврокомиссар, ответственный за сельское хозяйство, и четвёртый Председатель Европейской комиссии.
- Макс ван дер Стул (1924—2011) — политик и дипломат, министр иностранных дел (1973—1977, 1981—1982), один из ведущих европейских дипломатов второй половины XX века.
- Андре Ван дер Лоу (1933—2005) — редактор молодёжного журнала Hitweek, парламентарий, министр, лидер Партии труда (1971—1974), мэр Роттердама (1974—1981), общественный деятель.
- Вим Дуйзенберг (1935—2005) — первый президент Европейского центрального банка (1998—2003), министр финансов (1973—1977), президент Нидерландского банка (1982—1997).
- Ян Дейкема (род. в 1944) — политик, социолог и спортивный функционер, 11-й Президент ISU (2016—2022).
- Ахмед Абуталеб (род. в 1961) — политик марокканского происхождения, с января 2009 года мэр Роттердама, первый в Западной Европе мусульманин-мэр крупного города.
- Франс Тиммерманс (род. в 1961) — парламентарий, министр, еврокомиссар, зампред Еврокомиссии.

### Комментарии
1. ↑  В выборах участвовали единым списком с GL.